# Likaonija
Likaonija (grško starogrško Λυκαονία, Likaonija, turško  Likaonya) je bila velika pokrajina v osrednji Mali Aziji severno od gorovja Taurus. Na vzhodu je mejila na Kapadokijo, na severu z Galatijo, na zahodu s Frigijo in Pizidijo na jugu pa na gorovje Taurus. Pokrajina južno od Taurusa se je v preteklosti imenovala Kilikija, v bizantinskem času pa Izavrija. Meje so bile v različnih časih zelo različne. Herodot (484 pr. n. št.-425 pr. n. št.)  Likaonije ne omenja, omenja pa jo Ksenofont (okoli 430 pr. n. št.-354 pr. n. št.) kot pokrajino, ki jo je prečil Kir Mlajši na pohodu skozi Malo Azijo. Avtor opisuje Iconium kot zadnje mesto v Frigiji. Apostol Pavel (5(10) n. št.-67) v Apostolskih delih (Apd 14,6) omenja, da je potem, ko je zapustil Iconium, prečkal mejo in prišel v Listro v Likaoniji. Ptolemaj (okoli 100-170) šteje Likaonijo za del Kapadokije, kamor so jo iz administrativnih razlogov priključili Rimljani. Strabon (63 pr. n. št.-okoli 23 n. št.) in Ksenofont obe pokrajini strogo ločujeta.

## Etimologija
Ena od teorij trdi, da je ime Likaonija helenizirana oblika izvirnega imena Lukkawanna, ki bi v starem anatolskem jeziku, podobnem hetitskemu, pomenilo "dežela ljudstva Luka". 

## Geografija
Strabon opisuje Likaonijo kot mrzlo regijo na visoki planoti s pašniki za divje osle in ovce. Ovce se v regiji še vedno pasejo, osli pa so skoraj neznani. Galatski kralj Amintas, kateremu je regija nekoč pripadala, je imel tam nič manj kot tristo čred ovac. Pokrajina je del centralne maloazijske planote z nadmorsko višino več kot 1000 metrov. Trpi zaradi pomanjkanja vode, ki jo ponekod še poslabša obilna količina soli v tleh. Severni del od Ikonija  (sedanja Konya) do slanega jezera Tatta in meje z Galatijo je skoraj popolnoma neploden. Majhne površine rodovitne zemlje so samo okoli Ikonija in nekaj velikih vasi. Polja, ki jih je mogoče namakati, so zelo plodna. V starih časih so zato veliko pozornost namenjali shranjevanju in razdeljevanju vode, tako da je bilo veliko neplodnih zemljišč prej obdelanih in so hranila veliko mest. Planoto prekinja nekaj manjših pogorij vulkanskega izvora. Najvišji vrh je 2288 m visoki Kara Dagh na jugu, nekaj kilometrov severno od Karamana. Karadža Dagh, severovzhodno od njega, je nižja veriga vulkanskih stožcev. Gore na severozahodu v bližini Ikonija in Laodicea Combustae, so končni del verige Sultan Dagh, ki prečka velik del Frigije.

## Zgodovina
Zdi se, da so bili Likaonci v zgodnjih časih v veliki meri neodvisni od Perzijskega cesarstva in so bili, kot njihovi sosedje Izavrijci, divje in brezpravno ljudstvo svobodnjakov. Preko njihovega ozemlja je potekala ena od glavnih naravnih poti skozi Malo Azijo od Sard in Efeza do Kilikijskih vrat. Ob tej poti je zraslo nekaj pomembnih mest. Najpomembnejši je bil Ikonij na najbolj rodovitnem kraju v državi, ki so ga Rimljani vedno imeli za glavno mesto regije, čeprav je bil etnološko frigijski. Mesto se zdaj imenuje Konya in je bilo več stoletij glavno mesto seldžuškega sultana Rum. Nekoliko severneje, tik ob meji s Frigijo, je stala Laodicea Combusta (sedanji Ladik). Pridevek Combusta je dobila, da bi jo ločili od frigijskega mesta z enakim imenom. Na jugu ob vznožju Taurusa je bila Laranda, ki se zdaj imenje Karaman. V Apostolskih delih sta Derbe in Listra omenjena kot dokaj veliki mesti med Ikonijem in Larando. V regiji je bilo še veliko drugih mest, ki so v Bizantinskem cesastvu postala sedeži škofij. Likaonija je bila pokristjanjena že zelo zgodaj. Njen cerkveni sistem je dobil svoko končno obliko v 4. stoletju in bil bolj organiziran kot sistemi v katere koli drugi maloazijski regiji. 
Po porazu Antioha Velikega, je pergamonski kralj Eumen II. Likaonijo prepustil Rimljanom, Okoli leta 160  pr. n. št. je bil del Likaonije priključen  Galatiji. Leta 129 pr. n. št. je bil vzhodni del Likaonije, naslednjih dvesto let znan kot prava Likaonija, priključen h Kapadokiji kot enajsta strategija. Med reorganizacjo provinc leta 64 pr. n. št. je Pompej po mitridatskih vojnah severni del Likaonije priključil Galatiji, vzhodni del pa kot enajsto strategijo h Kpadokiji. Ostali del je bil priključnen h Kilikiji. Takšna ureditev je ostala nespremenjena do konca rimskega obdobja. Leta 371 je Likaonija prvič v zgodovini postala samostojna provinca. 
Likaonski kovanci se precej redki. Iz števila tipov in emisij je moč soditi, da se je denar koval občasno in morda zaradi prestiža ali ob posebnih priložnostih, na primer obiskih cesarjev.
Likaonci kot prepoznavno ljudstvo so obstajali še v Strabonovih časih, vendar so njihove etnične afinitete neznne. Omemba likaonskega jezika v Apostolskih delih 14:11 kaže, da se je njihov jezik v Listri govoril najmanj do leta 50 n. št. Kasneje je pod krščanskim vplivom njegovo mesto prevzel grščina. Zanimivo je dejstvo, da so v Apostolskih delih Barnabo imenovali Zevs, za Pavla pa so Likaonci menili, da je Hermes, kar je nekatere raziskovalce prepričalo, da je bil likaonski jezik v resnici grško narečje, katerega ostanke se še vedno najde v kapadoški grščini. Slednja se šteje za posebno grško narečje.